# Mary Boleyn
Mary Boleyn (cca. 1500. – 1543.) bila je starija sestra Ane Boleyn, druge supruge Henrika VIII. i time engleske kraljice koja je rodila Elizabetu I.

## Podrijetlo
Preci obitelji Boleyn se mogu pratiti sve do Eduarda I. Mary se rodila kao najstarije dijete Thomasa Boleyna, trgovca, i gospe Elizabeth Howard koja je uživala dobre društvene veze. Jednom kada je brak njezinih roditelja bio sklopljen, obitelj Howard je pala u nemilost Henrikova oca, Henrika VII., jer se borila na strani Rikarda III., posljednjeg kralja dinastije York i Plantageneta na Bitci na Bosworthskom polju 1485. godine.

## Odrastanje
Ubrzo je Maryn otac postao bogat diplomat i dvorjanin Henrika VIII. Osigurao je svojoj djeci konvencionalno obrazovanje. Mary je učila računati, pisati, čitati i povijest. Također je naučila šivati, pjevati, plesati, ali i kartati. Znala se služiti lukom i strijelom, bavila se lovom, ali i jahanjem.
Mary se uvijek smatralo ljepoticom, a Anu lukavom i darovitom. Obje su bile izuzetno zavodljive i šarmantne.

## Ljubavnica francuskoga kralja
Kao dvorska dama Henrikovoj mlađoj sestri, Mariji, Mary je sa sestrom Anom stigla na francuski dvor. Mary Boleyn je neko vrijeme provela na francuskom dvoru koji je bio daleko razuzdaniji od Henrikova. Boravila je u sviti Henrikove sestre, Marije Tudor, i rano je podlegla tamošnjim iskušenjima. Postala je lako pristupačna udvaračima da ju je papinski nuncij nazvao "velikom i zloglasnom kurvom". Sam kralj Franjo I. hvalio se "da ju je jahao" i od milja ju je zvao "moja ždrebica". To je možda bio razlog zbog kojeg ju je otac maknuo s francuskog dvora i vratio u Englesku.

## Ljubavnica engleskoga kralja
Čini se vrlo vjerojatnim da je Maryna veza s Henrikom VIII. započela negdje 1519. – 1520. godine. Bilo je aktualno i 1523. godine, kada je Henrik jedan od svojih brodova nazvao Mary Boleyn. Taj je odnos, čini se, prestao otprilike 1525. ili godinu poslije. Thomas Boleyn, Maryn otac, 1525. godine promaknut je u plemića kao vikont Rochford.
Njihova je afera, kao većina Henrikovih, čuvana u tajnosti.
Mary je bila u pratnji kraljice Katarine na Polju zlatnih tkanina s francuskim kraljem 1520. godine. Henrik je upravo bio odbacio Elizabeth Blount, pa se pretpostavljalo da je to učinio zbog Mary. Na oba dvora je Mary glasila kao velika ljepotica.

## Prvi brak
U veljači 1520. Mary se udala za Williama Careyja, člana kraljeva kućanstva. Kralj je bio na njihovu vjenčanju u kapelici i darovao im zlatnik. 1524. godine Mary će roditi sina, Henryja Careyja, koji će devet godina kasnije tvrditi da je "sin našeg vladara i kralja". Henrik ga nikada nije priznao, što bi trebao biti uvjerljiv dokaz da je sin Williama Careyja. Elizabeta I. će tijekom svoje vladavine uzdizati svoje rođake s majčine strane te će Henry zadobiti barunsku titulu.
Carey je umro od bolesti znojenja koja je tada bila zarazna i opasna. Tada je već Maryna sestra postala engleska kraljica te je pomogla svojoj sestri i nećaku kada su bili otkriveni dugovi pokojnoga Careyja.

## Drugi brak
Ujesen 1534. trudna se Mary pojavila na dvoru vidjeti svoju sestru, nesretnu kraljicu Anu. Mary se, naime, udala tajno - i iz ljubavi - za mladića nižeg statusa i bez bogatstva koji se zvao William Stafford. On je bio vrlo neprikladan par za kraljičinu sestru. Mary je odmah ukinuta novčana pomoć, a Ana je i njoj i njezinu suprugu zabranila dolazak na dvor. Bilo je to tri mjeseca prije nego što se Mary pokušala pomiriti pismom koje je poslala Thomasu Cromwellu, kraljevu tajniku, u kojem mu je priznala da je "ljubav prevladala razum". Međutim, istodobno ga je preklinjala da joj pomogne u ponovnom "zadobivanju naklonosti kralja i kraljice". Bila je i zajedljiva: 
Možda sam i mogla naći po rođenju većeg čovjeka, no uvjeravam te, nikad me nitko nije tako volio. Radije bih prosila za kruh s njim nego bila najveća kraljica koja je krštena.
Pismo nam pruža bolji uvid u odnose među sestrama koje nikada nisu bile posebno bliske. To je došlo do kraljice čija je reakcija uništila sve nade u pomirenje. Ani se, dakako, nije svidjela tako izravna usporedba s njom. Mary i njezin suprug više nikada nisu došli na dvor, nego su se povukli u Williamovu skromnu kuću na selu u kojoj su živjeli u mirnoj anonimnosti sve do njezine smrti 19. srpnja 1543.

## Potomstvo
S Williamom Careyjem:
- Catherine Carey (1524. – 1569.) bila je dvorska dama Ani Klevskoj i Katarini Howard, kasnijim suprugama Henrika VIII. Kasnije je postala vodeća dvorkinja svoje rođakinje Elizabete I. Njezina kći, Lettice Knollys, postala druga supruga Roberta Dudleyja, Elizabetine tihe patnje.
- Henry Carey (1526. – 1596.) dobio je barunsku titulu nakon krunidbe njegove rođakinje Elizabete I. Na samrti mu je ponudila i grofoviju Ormond, koja je dugo bila u vlasništvu njegove obitelji, ali ju je odbio.

S Williamom Staffordom:
- Edward Stafford (1535. – 1545.)
- Anne Stafford (1536. - ?) za koju se vjeruje da je dobila ime po njezinoj sestri Ani, koja je te godina bila smaknuta.

## Zaostavština
Phillippe Gregory je, nakon što se proslavila romanom The Other Boleyn Girl (Dvije sestre za kralja), nazvala Mary svojom osobnom junakinjom. U tom je romanu Gregory izmijenila nekoliko detalja. U istoimenoj ekranizaciji Mary je utjelovila Scarlett Johansson.